# Quatre poèmes opus 8
Quatre poèmes is een verzameling liederen van Albert Roussel. Roussel wendde zich na zijn opus 3 opnieuw tot een viertal gedichten van Henri de Régnier. De eerste uitvoering vond plaats aan de Société nationale de musique op 11 januari 1908, Roussel zat achter de piano.
De vier gedichten waren ditmaal:
1. Adieux (Vaarwel) opgedragen aan Paul Poujaud (kunstenaar)
2. Invocation opgedragen aan Madame Jane Bathori (zangeres)
3. Nuit d’automne (herfstnacht) opgedragen aan Emil Engel
4. Odelette, opgedragen aan Madame Octave Maus (de vrouw van Octave Maus)

Adieux werd later georkestreerd.